# Гамбург-Бергштед
Бергштед (нім. Bergstedt) — частина району Вандсбек вільного та ганзейського міста Гамбург. Місцевість відноситься до так званих лісових сел (нім. Walddörfer). Бергштед межує на заході з Лемзаль-Меллінгштед, на півночі з Вольдорф-Ольштед, на сході з Фольксдорф, і на півдні з Зазель.